# Muslim Up
Muslim Up is een Franse producent van alcoholvrije dranken, dat zich baseert op de islam, maar zich bij de promotie en distributie van zijn producten wel richt op een algemeen publiek. Zijn boodschap is dat het door middel van een vreedzaam moslimproduct kan meehelpen aan de bestrijding van ongelijkheid en onrecht, en kan bijdragen aan de vrede. Momenteel produceert Muslim Up negen dranken: drie soorten frisdrank (cola, sinas en een 7Up-imitatie), zes vruchtensappen en mineraalwater.
Muslim Up heeft een zeer uitgesproken politieke mening en ziet zichzelf als alternatief voor "zionistische producten" en de bekende Amerikaanse merken. Het beschouwt zichzelf als een bedrijf met een ander doel dan de meeste: het heeft geen winstoogmerk, maar probeert "anderen te helpen". Muslim Up keert zich fel tegen het Amerikaanse buitenlandbeleid, vooral wat betreft de oorlog in Irak. De slogan van het bedrijf is dan ook No to War. Yes to Peace.
Hoewel Muslim Up openlijk de kant kiest van Palestijnse activistengroeperingen, verklaart het bedrijf wel dat het zijn geld enkel doneert aan erkende, humanitaire goede doelen.
In tegenstelling tot veel frisdrankmerken worden niet de herkenbare kleurencombinaties gebruikt als groen voor Up-drank en rood voor cola. Ook de groen-witte combinatie van veel "islamitische" producten wordt vermeden. De etiketten van Muslim Up zijn blauw met gele opdruk, waarmee de Europese afkomst wordt benadrukt.
Distributie van Muslim Up-producten vindt op dit moment plaats in Frankrijk, België, Duitsland, Italië, het Verenigd Koninkrijk en Zweden.